# Jacques Cheminade
Jacques Cheminade (nascido em 1941) é um político franco-argentino e ex-diplomata. Concorreu como candidato nas eleições presidenciais francesas em 1995 (pela Fédération pour une nouvelle solidarité, FNS), 2012 e 2017 (duas vezes pela Solidarité et Progrès, SP). Cheminade ficou três vezes em último lugar entre todos os candidatos. Desde 29 de fevereiro de 1996, é líder do partido Solidarité et Progrès.
Cheminade estudou na HEC Paris e na ENA. Durante seu tempo como Adido Comercial na Embaixada da França em Washington D.C. (1972–1977), conheceu Lyndon LaRouche, que influenciaria suas ideias políticas. Cheminade foi posteriormente monitorado pelo FBI dos EUA.